# Conviasa
Conviasa – wenezuelska linia lotnicza z siedzibą w Porlamar.

## Flota
- 1 Airbus A340-200
- 6 Boeing 737-200
- 3 Boeing 737-300
- 4 Bombardier CRJ700ER
- 2 ATR 42-400
- 3 ATR 72-200
- 1 De Havilland Canada DHC-7-100